# Pterolophia rhodesiana
Pterolophia rhodesiana là một loài bọ cánh cứng trong họ Cerambycidae.